# Callinectes ornatus
Callinectes ornatus är en kräftdjursart som beskrevs av Ordway 1863. Callinectes ornatus ingår i släktet Callinectes och familjen simkrabbor. Inga underarter finns listade i Catalogue of Life.